# 1901 w literaturze
Wydarzenia literackie w 1901 roku.

## Wydarzenia
- we Lwowie zaczyna ukazywać się dziennik „Przedświt” współtworzony przez Antoniego Abrahama[1]
- w Warszawie zaczyna wychodzić pismo „Chimera”, wydawane i redagowane przez Zenona Przesmyckiego (Miriama)
- założono Akademię Brytyjską
- wręczono pierwsze Nagrody Nobla

## Nowa proza
- polskojęzyczne
  - Janusz Korczak – Dzieci ulicy
  - Walery Przyborowski – Szwedzi w Warszawie
- obcojęzyczne
  - Tomasz Mann – Buddenbrookowie (niem. Buddenbrooks – Verfall einer Familie)
  - Octave Mirbeau – Kartki z notatnika nerwowca (fr. Les 21 jours d'un neurasthénique)
  - Jules Verne – Napowietrzna wioska (fr. Le village aérien)
  - Herbert George Wells – Pierwsi ludzie na księżycu (ang. The First Men In The Moon)

## Nowe dramaty
- polskojęzyczne
  - Stanisław Wyspiański – Wesele
- tłumaczenia na język polski
  - Friedrich Maximilian Klinger – Burza i napór (niem. Sturm und Drang)
- obcojęzyczne
  - Anton Czechow – Trzy siostry

## Nowe poezje
- polskojęzyczne
  - Maria Konopnicka – Italia
- obcojęzyczne
  - Otokar Březina – Ruce (Ręce)

## Prace naukowe, biografie i kalendaria
- polskojęzyczne
  - Stanisław Zdziarski – Pierwiastek ludowy w poezji polskiej XIX wieku (E. Wende)[2]
- obcojęzyczne
  - Maurice Maeterlinck – Życie pszczół (La Vie des abeilles)

## Urodzili się
- 16 stycznia – Laura Riding, amerykańska poetka, eseistka, powieściopisarka (zm. 1991)
- 29 stycznia – Heinrich Anacker, niemiecki poeta (zm. 1971)
- 30 stycznia – Hans Erich Nossack, niemiecki pisarz (zm. 1977)
- 31 stycznia – Marie Luise Kaschnitz, niemiecka pisarka i poetka (zm. 1974)
- 23 lutego – Ivar Lo-Johansson, szwedzki pisarz, literat i publicysta (zm. 1990)
- 4 marca – Jean-Joseph Rabearivelo, malgaski poeta, pisarz, dramaturg i eseista (zm. 1937)
- 5 marca – Julian Przyboś, polski poeta, eseista i tłumacz (zm. 1970)
- 18 marca – Peter Jilemnický, słowacki pisarz (zm. 1949)
- 27 marca – Kenneth Slessor, australijski poeta i dziennikarz (zm. 1971)
- 1 kwietnia – Sergiusz Piasecki, polski pisarz (zm. 1964)
- 6 kwietnia – Marian Hemar, polski poeta i satyryk (zm. 1972)
- 10 kwietnia
  - Anna Kavan, brytyjska pisarka (zm. 1968)
  - Consuelo de Saint Exupéry, salwadorsko-francuska artystka i pisarka (zm. 1979)
- 20 kwietnia – Michel Leiris, francuski pisarz, etnolog i krytyk sztuki (zm. 1990)
- 1 maja – Antal Szerb, węgierski pisarz (zm. 1945)
- 2 maja – Willi Bredel, niemiecki pisarz (zm. 1964)
- 11 maja – Rose Ausländer, żydowska poetka (zm. 1988)
- 22 maja – Eleonora Słobodnikowa, polska tłumaczka literatury pięknej (zm. 1986)
- 30 maja – Icyk Manger, żydowski poeta i pisarz tworzący w jidysz (zm. 1969)
- 13 czerwca – Jean Prévost, francuski pisarz, krytyk literacki i literaturoznawca (zm. 1944)
- 23 czerwca – Ahmet Hamdi Tanpınar, turecki pisarz (zm. 1962)
- 9 lipca – Barbara Cartland, brytyjska powieściopisarka (zm. 2000)
- 17 lipca – Bruno Jasieński, polski pisarz i poeta futurystyczny (zm. 1938)
- 7 sierpnia – Heðin Brú, farerski prozaik i tłumacz (zm. 1987)
- 8 sierpnia – Nina Bierbierowa, rosyjska pisarka (zm. 1993)
- 20 sierpnia – Salvatore Quasimodo, włoski poeta (zm. 1968)
- 25 sierpnia – Kjeld Abell, duński dramatopisarz modernistyczny (zm. 1961)
- 1 września – Jerzy Braun, polski poeta, pisarz, dramaturg, krytyk literacki (zm. 1975)
- 23 września – Jaroslav Seifert, czeski poeta, noblista (zm. 1986)
- 29 września – Lanza del Vasto, włoski poeta (zm. 1981)
- 1 października – Stanisława Przybyszewska, polska dramatopisarka i powieściopisarka (zm. 1935)
- 2 października – Roy Campbell, południowoafrykański poeta (zm. 1957)
- 3 października – František Halas, czeski poeta, krytyk i tłumacz (zm. 1949)
- 15 października – Enrique Jardiel Poncela, hiszpański dramatopisarz i prozaik (zm. 1952)
- 3 listopada – André Malraux, francuski pisarz (zm. 1976)
- 20 listopada – Nâzım Hikmet, turecki poeta (zm. 1963)
- 23 listopada – Marieluise Fleißer, niemiecka pisarka (zm. 1974)
- 9 grudnia – Ödön von Horváth, austriacki dramatopisarz i prozaik (zm. 1938)
- 19 grudnia – Oliver La Farge, amerykański pisarz (zm. 1963)
- 24 grudnia – Aleksandr Fadiejew, radziecki pisarz, krytyk literacki (zm. 1956)
- Robert Heymann, niemiecki pisarz (zm. 1963)
- Ber Pomeranc, żydowski poeta i tłumacz (zm. 1942)
- Cezaro Rossetti, szkocki pisarz, piszący w języku esperanto (zm. 1950)

## Zmarli
- 1 stycznia – Ignatius Donnelly, amerykański pisarz, pseudohistoryk i polityk (ur. 1831)
- 14 stycznia – Víctor Balaguer i Cirera, hiszpański pisarz i polityk (ur. 1824)
- 17 stycznia – Frederic W.H. Myers, angielski poeta, eseista i literaturoznawca (ur. 1843)
- 4 kwietnia – John R. Musick, amerykański prozaik i poeta (ur. 1849)
- 5 czerwca – Dagny Juel Przybyszewska, norweska pisarka, poetka, tłumaczka (ur. 1867)
- 13 czerwca – Clarín, hiszpański pisarz, publicysta i krytyk literacki (ur. 1852)
- 7 lipca – Johanna Spyri, szwajcarska pisarka (ur. 1827)
- 20 lipca – William Cosmo Monkhouse, angielski poeta (ur. 1840)
- 18 września – Gustaw Adolf Gebethner, polski księgarz i wydawca (ur. 1831)
- 17 października – Michał Bałucki, polski powieściopisarz i komediopisarz (ur. 1837)
- 6 listopada – Catherine Greenaway, brytyjska autorka książek dla dzieci (ur. 1846)
- 23 grudnia – William Ellery Channing, amerykański poeta (ur. 1818)

## Nagrody
Nagroda Nobla – Sully Prudhomme